# Чарлз Гуд'їр
Чарлз Нельсон Гуд'їр (Гудьїр, інші варіанти вимови — Гудьєр, Гудійр, Гудієр, англ. Charles Nelson Goodyear; 29 грудня 1800 — 1 липня 1860) — американський винахідник, який відкрив спосіб вулканізації каучуку.

## Біографія
Чарлз Гуд'їр народився в 1800 році в Нью-Гейвені, штат Коннектикут. Коли йому виповнилося 17 років його батько, Амаса Гуд'їр, відправив його у Філадельфію, де Чарлз влаштувався на роботу в скобяну лавку братів Роджерс. Однак за декілька років він повернувся до рідного міста, де став компаньйоном батька у фірмі по виробництву сільськогосподарських виробів. В серпні 1824 року він одружився, а ще за два роки переїхав зі своєю родиною до Філадельфії, відкрив там власний магазин господарських товарів, основний асортимент якого складала продукція його батька.
Бізнес Гуд'їра не приносив бажаного прибутку, а часом змушував його залазити в борги. Бажаючи покращити своє матеріальне становище шляхом покращення якості своїх виробів, Гудьїр почав шукати спосіб вдосконалення каучуку. Досліди, які проводив хімік-самоук, не приносили бажаного результату: всі його вироби виходили нестійкими до високих температур і при нагріванні перетворювалися в рідку речовину.
Однак Гуд'їру допоміг щасливий випадок. В 1839 році краплина приготованої ним суміші каучуку з сіркою впала на розжарену плиту, перетворившись на обуглену речовину. Таким чином ним був відкритий процес вулканізації. Після дослідів з різним співвідношенням сірки й каучуку при різних температурах та часі нагріву — Гуд'їру вдалося отримати достатньо міцну і еластичну гуму.
Патент на своє відкриття Гуд'їр отримав лише в 1844 році. Хоча відкриття принесло йому славу, воно не допомогло йому покращити своє матеріальне становище. За борги він неодноразово притягався до тюремного поневолення. Газети писали про нього: «Якщо ви побачите людину у взутті, пальто і шапці з гуми, але без копійки в кишені, знайте: перед вами — Чарлз Гуд'їр». Гуд'їр помер у злиднях в 1860 році.
В 1898 році була заснована компанія Goodyear Tire and Rubber Company, отримавши свою назву на честь Чарлза Гуд'їра.